# Эриогонум
Эриогонум (лат. Eriogonum; от др.-греч. ἔριον, erion — шерсть и γόνυ, gony — колено) — род растений семейства Гречишные (Polygonaceae), распространённый в Северной Америке.

## Ботаническое описание
Кустарники, полукустарники, или многолетние, двулетние или однолетние травы. Стебли от полегающих до прямостоячих, редко отсутствуют. Листья прикорневые и/или стеблевые, очерёдные, супротивные или мутовчатые, от линейных до округлых, обычно черешковые.
Цветки обоеполые, реже однополые, собраны по (2) 6—100 в верхушечные или верхушечные и пазушные, кистевидные, зонтиковидные или головчатые соцветия. Околоцветник белый, красный или желтоватый, открытый — ширококолокольчатый, закрытый — цилиндрический или кувшинчатый; листочков 6, сросшихся на половину своей длины. Тычинок 9, нити сросшиеся у основания; пыльники от продолговатых до овальных, красные, кремовые или жёлтые. Семянки линзовидные или трёхгранные, коричневые, чёрные, реже жёлтые; зародыш изогнутый или прямой. x=10.

## Виды
Род включает около 250 видов, некоторые из них:
- Eriogonum angulosum Benth.
- Eriogonum annuum Nutt.
- Eriogonum atrorubens Engelm.
- Eriogonum corymbosum Benth. — Эриогонум щитовидный
- Eriogonum effusum Nutt. — Эриогонум развесистый
- Eriogonum fasciculatum Benth. — Эриогонум пучковатый
- Eriogonum intrafractum Coville & C.V.Morton
- Eriogonum longifolium Nutt. — Эриогонум длиннолистный
- Eriogonum ovalifolium Nutt.
- Eriogonum tomentosum Michx. typus[1]
- Eriogonum umbellatum Torr. — Эриогонум зонтичный
- Eriogonum vimineum Douglas ex Benth.